# James B. Edwards
Pour les articles homonymes, voir Edwards et James Edwards.
James Burrows "Jim" Edwards, né le 24 juin 1927 à Hawthorne (États-Unis) et mort le 26 décembre 2014 à Mount Pleasant (États-Unis), est un homme politique américain. Membre du Parti républicain, il est gouverneur de Caroline du Sud de 1975 à 1979 puis secrétaire à l'Énergie de 1981 à 1982 dans l'administration du président Ronald Reagan.